# شبه قمر
شبه قمر یک شی از نوع خاص پیکربندی هم‌مدار (رزونانس مداری 1: 1) با یک سیاره است که در آن شبه قمر در طول بسیاری از دوره های مداری، نزدیک به سیاره است.

## مثال ها

### زمین

3753 کرایوتون و زمین به نظر می رسد که در مدار خود به دنبال یکدیگر هستند.

تا سال 2016، زمین دارای پنج شبه قمر شناخته شده بود: (164207) 2004 GU9 ،  (277810) 2006 FV35 ،  2013 LX28 ،  2014 OL339  و (469219) 2016 HO3  